# Leonard Faulkner
Leonard Anthony Faulkner (* 5. Dezember 1926 in Booleroo Centre, South Australia, Australien; † 7. Mai 2018 in Adelaide, South Australia) war ein australischer Geistlicher und römisch-katholischer Erzbischof von Adelaide.

## Leben
Leonard Faulkner, ältestes von zehn Kindern, studierte Theologie und Philosophie im Seminar in Rostrevor. Der Kardinalpräfekt der Kongregation De Propaganda Fide, Pietro Fumasoni Biondi, weihte ihn am 1. Januar 1950 in Rom zum Priester des Erzbistums Adelaide.
Papst Paul VI. ernannte ihn am 14. September 1967 zum Bischof von Townsville. Der Erzbischof von Adelaide, Matthew Beovich, spendete ihm am 28. November desselben Jahres die Bischofsweihe; Mitkonsekratoren waren Francis Roberts Rush, Bischof von Rockhampton, und Brian Patrick Ashby, Bischof von Christchurch.
Am 2. September 1983 wurde er  durch Papst Johannes Paul II. zum Koadjutorerzbischof von Adelaide ernannt. Mit dem Rücktritt James William Gleesons folgte er diesem am 19. Juni 1985 als Erzbischof von Adelaide nach. Am 3. Dezember 2001 nahm Johannes Paul II. sein altersbedingtes Rücktrittsgesuch an.
Faulkner war der erste australische Bischof, der Frauen nach dem Zweiten Vatikanischen Konzil in hohe Kirchenämter einsetzte sowie später eine AIDS-Konferenz auf Diözesanebene gründete. Er engagierte sich für die Unterstützung von Migranten und Flüchtlingen.